# Hoplichthys pectoralis
Hoplichthys pectoralis är en fiskart som först beskrevs av Fowler, 1943.  Hoplichthys pectoralis ingår i släktet Hoplichthys och familjen Hoplichthyidae. Inga underarter finns listade i Catalogue of Life.